# Islandiana coconino
Islandiana coconino är en spindelart som beskrevs av Ivie 1965. Islandiana coconino ingår i släktet Islandiana och familjen täckvävarspindlar. Inga underarter finns listade i Catalogue of Life.